# Зикунова, Ирина Валериевна
Ири́на Вале́риевна Зикуно́ва (род. 3 октября 1971 года, Вадимовка, Черниговский район, Приморский край, РСФСР, СССР) — российский юрист и государственный деятель. Доктор экономических наук (2011), профессор. Много лет работала в Хабаровском государственном университете экономики и права, в 2019 году исполняла обязанности ректора.
Председатель Законодательной думы Хабаровского края (2019—2024). Первая в истории Законодательной думы женщина-спикер.

## Биография
Родилась 3 октября 1971 года в селе Вадимовка Черниговского района Приморского края. Мать Ирины была бухгалтером, а отец — механиком в рисоводческом совхозе; впоследствии мать стала председателем профкома совхоза, а отец — главным инженером. В восьмилетнем возрасте Ирина переехала с родителями в город Дальнегорск. В школе активно занималась общественной работой, окончила её с золотой медалью. Также окончила музыкальную школу.
В юности мечтала стать специалистом по политической экономии, однако ближайший вуз, готовивший таких специалистов, был слишком далеко — в Томске. В итоге, под влиянием перестройки, в 1988 году поступила в Хабаровский институт народного хозяйства (ХИНХ; ныне ХГУЭП) на специальность «Планирование промышленности», выдержав конкурс в 8 человек на место. Будучи студенткой, вышла замуж, на третьем курсе родила дочь.
По окончании ХИНХ в 1992 году осталась работать в вузе преподавателем, спустя полгода стала заместителем декана факультета менеджмента В. Г. Мысника. На этом посту занималась планированием студенческой нагрузки и организацией досуга студентов. В 1994 году разработала новый предмет — антикризисное управление, который стал её основной научной специализацией. В 1999 году защитила диссертацию на соискание степени кандидата экономических наук, посвящённую антикризисному управлению.
В 2001 году была назначена деканом факультета менеджмента (впоследствии — факультет управления), занимала этот пост в течение 14 лет. Неоднократно ездила на научные стажировки за рубеж. В 2007 году, без отрыва от работы, поступила в заочную докторантуру Санкт-Петербургского государственного университета. По окончании докторантуры в 2011 году защитила докторскую диссертацию по теме «Управление предпринимательской активностью в условиях делового цикла развития экономических систем».
В 2015 году была назначена проректором по научной работе ХГУЭП.
29 марта 2019 года приказом Минобрнауки РФ Ирина Зикунова была назначена и. о. ректора ХГУЭП. Вскоре после этого вступила в партию ЛДПР и приняла решение участвовать в предстоящих выборах в Законодательную думу в качестве кандидата от этой партии.
На выборах в Законодательную думу Хабаровского края, которые прошли в сентябре 2019 года, она была избрана депутатом краевого парламента по одномандатному округу № 7 — получила 57,17 % голосов избирателей округа. На первом заседании краевой думы, прошедшем 2 октября 2019 года, Зикунову избрали председателем думы. Ей отдали свои голоса 29 из 32 депутатов — остальные три голоса получил её соперник, коммунист Сергей Ильин. Стала первой за 25-летнюю историю Законодательной думы женщиной-спикером.
12 марта 2020 года на заседании Законодательной думы поддержала поправки к Конституции России, после чего дума одобрила их большинством голосов.
С 15 октября по 28 декабря 2024 года — министр экономического развития Хабаровского края.

## Семья
Замужем более 30 лет, имеет дочь и внучку. Все члены семьи проживают в Хабаровске.